# Elmar Braun (Medienunternehmer)
Elmar Braun (* 26. Februar 1974 in Bergisch Gladbach) ist ein deutscher Medienunternehmer und Inhaber und Geschäftsführer des Musiklabels WEPLAY Music. Ab dem Jahr 2014  war Braun maßgeblich an der Vermarktung des DJs Robin Schulz beteiligt.

## Leben & Karriere
Braun wuchs in Bergisch Gladbach nahe Köln auf und absolvierte dort 1993 auf dem Albertus Magnus Gymnasium das Abitur. Im gleichen Jahr veranstaltete er mit seinem Freund Ufuk Kilic die Rave-Party, „Late Summernight´s Dream“ unter dem Party-Projektnamen „Raum“ mit mehr als 3000 Besuchern. Es folgten weitere Partys mit DJs wie dem damals noch unbekannten Paul van Dyk, Jens Lissat, DJ Dag, Westbam, Miss Djax, Marc Spoon, Pascal F.E.O.S., Kid Paul und vielen weiteren DJs der 90er. Im September 1994 veranstalteten Braun und Kilic den Nightmove, eine Parade auf den Kölner Ringen nach Vorbild der Love Parade. Nach Angaben der Stadt Köln kamen über 60.000 Besucher. Zum Nightmove veröffentlichte Braun die erste CD-Compilation, was kurz danach zum Kerngeschäft werden sollte. Mit dem Label More Music erschuf Braun CD-Compilations vieler Genres – bislang gab es nur kommerzielle Hit-Zusammenstellungen und einige wenige Club-Kopplungen. Später machte sich More Music insbesondere durch Clubsampler und als exklusiver Lizenznehmer der Marke „Ballermann“ einen Namen.
1996 entschied sich Braun, sein Jurastudium abzubrechen und sich dem Aufbau des Unternehmens zu widmen. 2002 hatte Braun die Idee, erfolgreiche Fernsehserien auf DVD zu vermarkten. In den USA gab es seit den frühen 2000er Jahren den Trend, die klassischen Serien aus den 80er Jahren wie z. B. Miami Vice auf DVD herauszubringen. Braun kaufte die Rechte an Blockbustern wie Ich heirate eine Familie, Timm Thaler, Derrick, Der Alte, Ein Fall für Zwei, Dr. Snuggles, Lindenstrasse, Die Rote Zora, Jack Holborn und einigen mehr. Hierfür wurde die More Home Entertainment GmbH & Co. KG gegründet und kurz darauf die More Entertainment Rights GmbH & Co. KG – letztere mit seinem Kompagnon Jürgen Kirch.

## Projekte
2008 gründete Braun zusammen mit Stefan Dabruck und Frank Klein Weplay Music, welches sich in den nächsten Jahren zu einem der erfolgreichsten Dance-Labels Europas entwickelte.
Mit Künstlern wie Laserkraft 3D, Sebastian Ingrosso, The Disco Boys und Robin Schulz wurden etliche Welthits geschaffen. Braun konnte 2014 zusammen mit Warner Music eine Vermarktungspartnerschaft eingehen. Mit Tonspiel wurde ein weiteres Label gegründet.
Brauns Geschäftsbereiche sind gebündelt in sieben verschiedene GmbH & Co. KGs. Seit 2019 fungiert Michael Moor als General Manager für die Unternehmensgruppe. Braun selbst widmet sich verstärkt seiner Dachfirma EWAL Invest Holding GmbH & Co. KG, die in Startups, Projekte und neue Geschäftsideen investiert.